# São Gabriel (nau)
A nau São Gabriel serviu como nau-capitânia da armada de Vasco da Gama durante a sua primeira viagem na Descoberta do caminho marítimo para a Índia, que aconteceu no período de 1497-1499.
Pedro Álvares Cabral pode ter utilizado esta embarcação na Descoberta do Brasil.

## História
Até hoje paira uma grande dúvida sobre a célebre nau São Gabriel. Esta nau, que foi a embarcação-capitânia (nau de comando) da pequena frota de Vasco da Gama, foi utilizada por Pedro Álvares Cabral para comandar a frota que veio ao Brasil em 1500? A resposta é: tudo parece indicar que sim. 
As autoras Jacqueline Penjon e Anne-Marie Quint, que escreveram um capítulo sobre a descoberta do Brasil por Pedro Álvares Cabral, na obra intitulada Lisboa Ultramarina, mencionam, na página 144 do referido livro, o seguinte trecho: "O comandante da frota era um gentil-homem, Pedro Álvares Cabral.
Navegava ele na nau São Gabriel, remanescente da viagem de Vasco da Gama à Índia". 
A viagem de Vasco da Gama à Índia foi importantíssima, pois este bravo navegador português descobriu o caminho marítimo para a Índia, contornando o Sul do continente africano, através do Cabo da Boa Esperança. A disputa pelas descobertas marítimas se acirrou entre os reinos de Portugal e Espanha, após a descoberta da América por Cristóvão Colombo, em 1492.
A disputa entre os dois reinos perdurou e exacerbou-se até que, graças à capacidade diplomática de Dom João II, foi assinado o Tratado de Tordesilhas, em junho de 1494, o qual dividia o mundo de pólo a pólo, numa linha que passava a 370 léguas a ocidente do arquipélago de Cabo Verde.
Para muitos historiadores, tanto portugueses como brasileiros, reside aí a maior prova de que o Brasil já estava descoberto antes dessa data. Se, durante alguns anos se manteve sigilo da descoberta, teria sido para evitar complicações com os soberanos vizinhos.
Em 1958, num trabalho intitulado "Três Roteiros Desconhecidos de Ahmad Ibn Madjid, o Piloto Árabe de Vasco da Gama", o historiador russo Chumovsky levantou a tese de que, em 1495, ano da sua morte, o rei Dom João II mandara uma expedição à Índia, a qual teria naufragado ao largo de Sofala.
Em 8 de julho de 1497, partiu de Lisboa a pequena frota de Vasco da Gama rumo à Índia. Era constituída de três naus e uma caravela: quatro embarcações ao todo.
A conquista do caminho para a Índia começa com o aperfeiçoamento das embarcações. Os portugueses inventaram a caravela de aparelho duplo: velas quadradas para andamento do vento traseiro, velas latinas para bolinar o vento de frente.
Tipos novos - As embarcações de Vasco da Gama já são deste novo tipo. A nau São Gabriel desloca 120 tonéis; a São Rafael, um pouco menos, 100 tonéis; a São Miguel, destinada a transportar provisões e alimentos, era a maior de todas, pois deslocava nada menos que 200 tonéis.
Somava-se às três uma caravela de 80 tonéis, a Bérrio. Não se confunda, entretanto, tonelagem de capacidade de alojamento no porão de certa quantidade de tonéis, com tonelagem de deslocamento.
Essas informações sobre as embarcações de Vasco da Gama estão no livro "Navires et Marins...", publicado em 1930 e cujos autores são G. de la Roerie e J. Vivielle.
A velocidade média diária da nau São Gabriel variava entre quatro e cinco milhas por hora (7,4 e 9,2 quilômetros horários). Segundo os melhores autores da época, Bartolomeu Dias em pessoa superintendeu a construção das naus São Gabriel e São Rafael.
A escolha não podia ser melhor. Essas naus foram utilizadas pela primeira vez em 1497, na viagem de Vasco da Gama.
Nessas naus se concentravam todos os aperfeiçoamentos da tecnologia naval dos últimos anos do século XV. O cavername era de carvalho; o costado, de pinho, e o cavilhame, todo de ferro.
No dia 29 de agosto de 1499, no regresso, a nau São Gabriel fundeou em Belém. Dois anos, um mês e 21 dias depois da partida rumo à Índia. A caravela Bérrio, comandada por Nicolau Coelho, chegara a Portugal um mês antes. Os dois navios traziam, além de especiarias do Oriente, apenas 55 sobreviventes do grupo original de 170 embarcados.
As naus São Miguel e São Rafael foram  destruídas na viagem.
No dia 9 de março de 1500, parte rumo à Índia uma nova armada, de 13 navios e 1.200 marinheiros e soldados. Quem a comandava era Pedro Álvares Cabral, que, de passagem, descobriu o Brasil em 22 de abril de 1500.
A nau São Gabriel utilizada por Cabral devia ser a mesma utilizada por Vasco da Gama, pois era nova (três anos) e os portugueses tiveram seis meses para repará-la e equipá-la para mais uma nova viagem.
Além do mais, Vasco da Gama era amigo pessoal de Cabral e o recomendara ao soberano português, Dom Manuel, para comandar a nova expedição naval, que zarparia rumo à Índia.
A viagem de Pedro Álvares Cabral permitiu descobrir o Brasil, mas foi desafortunada, pois os portugueses agravaram na Índia a inimizade com o samorim (espécie de rajá) de Calicut.
Dos 13 navios de Cabral, seis se perderam por várias razões (quatro em uma tempestade). Quando Vasco da Gama propôs novamente Pedro Álvares Cabral para comandar uma nova frota que zarparia para a Índia em 1502, Dom Manuel o vetou, possivelmente em decorrência da malfadada expedição anterior.
É então que Vasco da Gama resolve solicitar o comando da frota. Esta é constituída por três esquadras. Uma, de 10 naus, comandada por Vasco da Gama, parte de Lisboa no dia 10 de fevereiro de 1502.
A nau-capitânia de Vasco da Gama é de novo a São Gabriel. Provavelmente era sua a nau já utilizada por Cabral, pois o mesmo retornara da Índia, chegando a Lisboa, em 23 de junho de 1501.
Portanto, os portugueses tiveram mais de sete meses para apetrechá-la para uma nova viagem. Vasco da Gama retorna a Portugal de sua segunda viagem bem-sucedida à Índia, chegando ao Porto de Lisboa em 1º de setembro de 1503.
O prazo de tempo entre a chegada e a partida das três primeiras expedições portuguesas rumo à Índia, a amizade entre Vasco da Gama e Cabral levam a crer que a nau São Gabriel foi utilizada pelos dois navegadores nas três viagens.
Para se chegar a uma definição sobre o assunto, resta um outro recurso: a análise de documentos e livros que constatem as características técnicas da nau São Gabriel usada nas três viagens e se tinha como figura de proa (frente) uma imagem de Nossa Senhora, de madeira, pintada de dourado (que adornava a primeira nau São Gabriel, utilizada por Vasco da Gama na viagem pioneira à Índia.
Em julho de 1525, uma frota espanhola partiu do porto de Sevilha com o objetivo de refazer a viagem de Fernando de Magalhães até as Ilhas Molucas (Oceano Pacífico), contornando o extremo Sul da América (posteriormente denominado estreito de Magalhães). Ao se aproximar da entrada do estreito, em pleno inverno austral, a frota foi surpreendia pelo clima rigoroso. A nau São Gabriel, comandada por D. Rodrigo de Acuña, se separou das demais e seguiu rumo Norte pelo litoral brasileiro. Ao atingir o litoral nordestino, parou junto à foz de um rio situado nas proximidades do paralelo 10º S para reparar seu navio. 
No dia 21 de outubro de 1526, a nau de D. Rodrigo estava sendo reparada quando foi surpreendida por um ataque dos franceses. Sem poder se defender, D. Rodrigo embarcou num batel com outros sete homens afim de resolver a questão diplomaticamente. Neste meio tempo, os homens que permaneceram a bordo da São Gabriel tomaram a embarcação e fugiram. D. Rodrigo e seus homens foram aprisionados pelos corsários franceses durante trinta dias. Ao partirem, abandonaram o capitão espanhol com o seu batel. Sem víveres e com poucos remos, D. Rodrigo e seus homens remaram rumo norte, até encontrarem a feitoria portuguesa de Pernambuco.

## Características

### Equipamentos de navegação
- Peso da mastreação: 24 ton
- Três andares de pano: 5 ton
- Dois jogos de amarras e ferros: 13 ton
- Massame: 6 ton
- Sobressalentes: 18 ton

### Armamento
- Bombardas grossas e alguns berços: 6 ton
- Projéteis: 6 ton
- Pólvora e armamentos de mão: 6 ton

### Provisões
- Mantimentos para 18 meses: 97 ton
- Líquidos para seis meses: 30 ton
- Lenha para seis meses: 6 ton
- Carga de comércio: 40 ton[1]